# Selby District
Selby  var mellan 1974 och 2023 ett distrikt i Storbritannien. Det låg i grevskapet i North Yorkshire i riksdelen England. Antalet invånare är 83 500. Arean är 599 kvadratkilometer.
Den 1 april 2023 blev det en del av den nya enhetskommunen North Yorkshire.